# Федерация футбольных ассоциаций Уганды
Федера́ция футбо́льных ассоциа́ций Уга́нды (ФУФА) (англ. Federation of Uganda Football Associations (FUFA)) — организация, осуществляющая контроль и управление футболом в Уганде. Располагается в столице государства — Кампале. ФУФА основана в 1924 году, вступила в ФИФА и в КАФ в 1960 году. В 1973 году стала одним из членов-основателей КЕСАФА. Федерация организует деятельность и управляет национальными сборными по футболу (мужской, женской, молодёжными). Под эгидой федерации проводится чемпионат страны и многие другие соревнования.
В декабре 2018 года стало известно, о том, что в Уганде будет построен пляжный стадион для проведения Кубка африканских наций по пляжному футболу 2020. Также во время этого заявления было объявлено, что Уганда будет претендовать на следующий Чемпионат мира по пляжному футболу.